# Gledališče u fris
Gledališče u fris (izvirno angleško In-yer-face theatre) je oblika dramatike, ki je nastala v 90. letih 20. stoletja v Združenem kraljestvu.
Mladi dramatiki namerno uvajajo elemente vulgarnosti, šokantnosti in kontroverznosti z namenom, da pritegnejo in vplivajo na gledalce. Sam izraz je skoval gledališki kritik in pedagog Aleks Sierz.

## Dramatiki gledališča u fris
- Samuel Adamson
- Sebastian Barry
- Richard Bean
- Simon Block
- Moira Buffini
- Jez Butterworth
- Richard Cameron
- Martin Crimp
- David Eldridge
- Ben Elton
- Tim Etchells
- David Farr
- Nick Grosso
- Zinnie Harris
- David Harrower
- Jonathan Harvey
- Alex Jones
- Sarah Kane
- Komedy Kollective
- Tracy Letts
- Patrick Marber
- Martin McDonagh
- Conor McPherson
- Gary Mitchell
- Phyllis Nagy
- Anthony Neilson
- Joe Penhall
- Rebecca Prichard
- Mark Ravenhill
- Philip Ridley
- Simon Stephens
- Shelagh Stephenson
- Judy Upton
- Enda Walsh
- Che Walker
- Naomi Wallace
- Irvine Welsh
- Roy Williams
- Sarah Woods
- Michael Wynne
- Richard Zajdlic